# Cuitláhuac

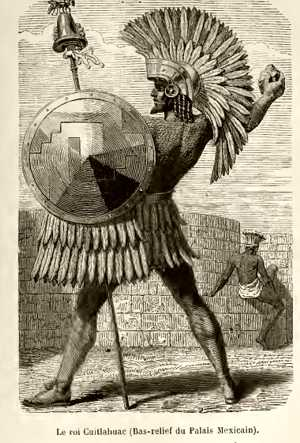
Chân dung Cuitláhuac

Cuitláhuac (1476—1520) là tlatoani thứ 10 của thành Tenochtitlan, kế vị Montezuma II và đăng cơ vào tháng 6 năm 1520. Cuitláhuac dẫn dắt cuộc phản kháng người Tây Ban Nha tại Tenochtitlan, trong sự kiện Noche Triste (Đêm Sầu Bi) (30 tháng 6, 1520—1 tháng 7, 1520). Trong 4 tháng trị vì ngắn ngủi, Cuitláhuac nỗ lực tái tổ chức Liên minh Tam quốc để có thể chống lại quân xâm lược Tây Ban Nha. Không may thay, ông qua đời vì bệnh đậu mùa và được kế vị bởi cháu trai là Cuauhtémoc, tlatoani cuối cùng của Tenochtitlan và hoàng đế cuối cùng của Đế quốc Aztec.

## Tiểu sử
Cuitláhuac là người con trai thứ mười một của Axayacatl, vua Aztec đời thứ 3. Do đó, ông là em ruột của Moctezuma, vị vua Aztec tiền nhiệm.
Cuitláhuac lấy con gái cả của Moctezuma, một cô bé khoảng 10-11 tuổi, người sau này được biết đến với cái tên Isabella Moctezuma.